# Dorothy Eady
Dorothy Louise Eady (alias Om Seti u Omm Sety) (1904-1981) fue una egiptóloga inglesa, guardiana del Templo de Abydos de Seti I y dibujante del Departamento de Antigüedades Egipcias. Es especialmente conocida por su considerable investigación histórica en Abydos, así como por su creencia de que en una vida anterior había sido sacerdotisa en el antiguo Egipto, sirvienta de la corte de Seti I llamada Bentreshyt.
Tal y como ella misma contó, cuando tenía tres años de edad sufrió una grave caída en el interior de su casa familiar de estilo eduardiano, quedando inconsciente. Fue declarada muerta y colocada sobre la cama familiar. Después de disfrutar lo que ella y su familia creían una recuperación milagrosa, la joven comenzó a afirmar vínculos de parentesco con el antiguo Egipto. Un viaje en familia al Museo Británico aclaró su creencia de que había experimentado un evento traumático de metempsicosis, y de ese modo recuperó la memoria de sus experiencias anteriores.
La pequeña Eady exigió y recibió el derecho a estudiar (o volver a estudiar) el lenguaje y la tradición de lo que ella creía que había sido su vida anterior. En el Museo, Ernest Wallis Budge le enseñó a leer jeroglíficos, y Dorothy estudió Egiptología con avidez hasta 1930, año en que se trasladó a Egipto y se casó con un ciudadano egipcio. Tuvo un hijo, Seti, y comenzó a llamarse a sí misma "Om Seti" o madre de Seti.
Durante un período de tiempo de su vida, según ella contaba, tenía románticos encuentros nocturnos con el fantasma de Seti I. La primera vez se le apareció como la momia embalsamada que es hoy, las siguientes veces como un hombre de aspecto totalmente normal, bien entrado en la cincuentena. Después de su matrimonio, sus supuestas visitas se volvieron platónicas, de conformidad con las creencias egipcias de la vida después de la muerte, aunque tras su divorcio las visitas volvieron a ser más subidas de tono.
Vivió en Abidos desde 1954, continuando sus estudios de Egiptología y trabajando con los egiptólogos Selim Hassan y Ahmed Fakhry como la primera mujer empleada en el Consejo Supremo de Antigüedades egipcio. Trabajó como asistente de investigación arqueológica durante casi 20 años.
Está enterrada en el desierto cerca de Shunet El Zebib. Además de sus propias publicaciones, ha sido objeto de numerosos libros.

## Afirmaciones
La afirmación más conocida de Omm Seti fue que había existido alguna vez un jardín adjunto al antiguo Templo de Seti I. Es cierto que la mayoría de los antiguos templos egipcios poseían jardines, pero Omm Seti fue capaz de indicar el lugar exacto, en el que había que cavar para encontrar las ruinas, y también predijo que habría un túnel pasando por debajo de la parte norte del templo, el cual fue confirmado por una excavación posterior. Otra especulación más espectacular —que debajo del templo de Seti I se encuentra una bóveda secreta conteniendo una biblioteca de registros históricos y religiosos ocultos - aún no ha sido probada por excavaciones.
Otra afirmación arqueológica que aún no se ha verificado es una que no surgió de los propios recuerdos de Dorothy, sino de una conversación entre "Bentreshyt" y el faraón Seti I. Seti le reveló que el Osirion, un edificio en Abidos que los egiptólogos creen que son los restos del cenotafio de Seti I, no fue construido por él, sino que se remonta a una época mucho más temprana. Seti también declaró que la Gran Esfinge de Guiza tiene su origen también mucho antes de la fecha designada en torno al 2500 a. C. aceptada por los arqueólogos, y que en lugar de representar la imagen del rey Kefrén como convencionalmente se cree, fue construida por el antiguo dios egipcio Horus.

## Publicaciones
- Eady, Dorothy (1982). Omm Sety's Abydos. S.L.: Benben Publications. ISBN 0920808093.
- Sety, Omm (1983). Abydos: Holy City of Ancient Egypt. City: L L Company. ISBN 0937892076.
- Sety, Omm (2007). Omm Sety's Living Egypt. City: Glyphdoctors. ISBN 0979202302.